# 은하간 여행
은하간 여행(Intergalactic travel)은 은하계 간 유인 여행 또는 유인 여행이 아닌 가상의 여행이다. 은하수와 가장 가까운 이웃 사이의 거리가 수만 광년에서 수백만 광년까지 멀기 때문에 그러한 모험은 성간 여행보다 기술적으로나 재정적으로 훨씬 더 까다로울 것이다. 은하간 거리는 성간 거리보다 약 10만 배(5배) 더 크다.
은하계 간을 여행하는 데 필요한 기술은 현재 인류의 능력을 훨씬 넘어서며, 현재는 추측, 가설, 공상과학의 주제일 뿐이다.
그러나 이론적으로 보면 은하간 여행이 불가능하다고 결론적으로 말할 수 있는 것은 없다. 그러한 여행을 수행하는 방법에는 여러 가지 가설이 있으며, 현재까지 몇몇 학자들이 은하계 간 여행을 진지하게 연구해 왔다.

## 같이 보기
- 우주 공간
- 웜홀
- 마인드 업로딩